# Судакаєвка
Судака́євка (рос. Судакаевка) — присілок у складі Вадінського району Пензенської області, Росія.
Населення — 14 осіб (2010; 17 у 2002).
Національний склад станом на 2002 рік:
- росіяни — 100 %